# Філіпп Фаут
Філіп Фаут (нім. Philipp Johann Heinrich Fauth, 19 березня 1867, Бад-Дюркхайм — 4 січня 1941,  Грюнвальд) —  німецький  астроном, співробітник Аненербе.

## Біографія
Працював шкільним вчителем. Був астроном ом-любителем, працював в  обсерваторії в  Ландштулі. На початку XX століття познайомився з  Гансом Гербігером, який при спостереженні місяця «інтуїтивно» зрозумів, що вся поверхня місяця покрита кілометровим шаром льоду. З цього помилкового уявлення Гербігер розвинув  доктрину вічного льоду. Свою головну роботу, «Льодову космогонію», він написав спільно з Фаутом. Доктрина вічного льоду, давно відкинута як псевдовчення, в 1920-30-ті рр. була досить популярна. Її прихильниками були деякі лідери націонал-соціалізму, в тому числі Генріх Гіммлер.
У 1938 р. Фаут був призначений Гіммлером на професорську посаду та отримав  обсерваторію в Грюнвальді. За підтримки нацистів Фаут згодом зміг створити свою власну обсерваторію. З січня 1939 р. очолював дослідний відділ астрономії Аненербе.
Іменем Фаута названий кратер на  Місяці

## Твори
- Hörbigers Glacial-Kosmogonie, 1913.
- Mondesschicksal. Wie er ward und untergeht. Leipzig, R. Voigtländer, 1925.
- Der Mond und Hörbigers Welteislehre, Leipzig, Koehler & Amelang, 1925.
- Unser Mond, neues Handbuch für Forscher, Breslau, 1936.